# Santa Cruz do Piauí
Santa Cruz do Piauí es un municipio brasileño del estado del Piauí. Se localiza a una latitud 07º11'07" sur y a una longitud 41º46'03" oeste, estando a una altitud de 190 metros. Su población estimada en 2004 era de 5 682 habitantes.
Posee un área de 615,37 km².

## Hijos Ilustres
- Wilson Nunes Martins: un médico y político brasileño, filiado al Partido Socialista Brasileño. Es el actual gobernador del Piauí, desde 1º de abril de 2010, sustituyendo a Wellington Días